# Nanbu Nobunao
Nanbu Nobunao est un nom japonais traditionnel ; le nom de famille (ou le nom d'école), Nanbu, précède donc le prénom (ou le nom d'artiste).
Nanbu Nobunao (南部信直, 1er avril 1546-22 novembre 1599) est un daimyo de l'époque Sengoku. Il succède à son père comme chef du clan Nanbu et est une figure marquante de la guerre locale qui a lieu dans le nord du Japon. Il est le père de Nanbu Toshinao, premier daimyo du domaine de Morioka. Il est mort au château Kunohe.